# Rayon de Hubble
Pour les articles homonymes, voir Hubble.
En relativité générale et en cosmologie, le rayon de Hubble correspond à l'échelle de longueur caractéristique de la portion observable d'un univers en expansion. Autrement dit la taille de l'Univers observable est du même ordre de grandeur que le rayon de Hubble.
Le rayon de Hubble est ainsi désigné en l'honneur de l'astronome américain Edwin P. Hubble (1889-1953).
Couramment noté RH, il est défini comme le rapport de la vitesse de la lumière dans le vide, c, à la constante de Hubble, H0 :
{\displaystyle R_{H}=c/H_{0}}.
Si l'on exprime comme de coutume la constante de Hubble en kilomètres par seconde et par mégaparsec sous la forme
{\displaystyle H_{0}=100\,h\;{\rm {km}}\cdot {\rm {s}}^{-1}\cdot {\rm {Mpc}}^{-1}},
où h est un nombre sans dimension, aujourd'hui estimé à 0,7, alors le rayon de Hubble vaut
{\displaystyle R_{H}=3\,000\,h^{-1}\;{\rm {Mpc}}}.
En prenant la valeur de h = 0,7, on obtient environ 4,3 gigaparsecs, soit quelque 14 milliards d'années-lumière.
La relation entre la taille de l'Univers observable et le rayon de Hubble dépend du modèle cosmologique considéré. Par exemple, dans un scénario de type Big Bang sans constante cosmologique, la taille de l'Univers observable est très légèrement inférieure à 2 rayons de Hubble (voir Horizon cosmologique). En présence de constante cosmologique, ce chiffre augmente. Quand le paramètre de densité de la constante cosmologique atteint 0,7 (valeur communément admise pour notre Univers), alors la taille de l'Univers observable est de l'ordre de 3,2 fois le rayon de Hubble, soit, avec les chiffres précédents, un rayon de 45 milliards d'années lumière. Un tel chiffre est a priori paradoxal : il est surprenant que la taille de l'Univers observable soit plus grande que son âge (entre 13,5 et 14 milliards d'années) multiplié par la vitesse de la lumière. Il suffit pourtant de considérer que le chiffre de 45 milliards d'années lumière exprime le fait que les régions les plus lointaines de l'Univers observable sont aujourd'hui situées à 45 milliards d'années lumière. Par contre, elles étaient considérablement plus proches de nous au moment où elles ont émis la lumière que nous observons aujourd'hui.